# Enrico Paribeni
Enrico Paribeni (Roma, 4 settembre 1911 – San Casciano in Val di Pesa, 4 ottobre 1993) è stato un archeologo italiano.

## Biografia
Figlio di Roberto Paribeni, insegnò come professore di "Archeologia e Storia dell'arte greca e romana" all'Università di Firenze dal 1964 al 1981 e si dedicò come principale attività allo studio dell'arte greca, soprattutto nell'ambito della scultura e della ceramiche. Rivelò una straordinaria attenzione all'approfondimento degli aspetti artistici e stilistici. Fu ispettore delle antichità in vari luoghi, quali Cirenaica (nel 1937), a Firenze (tra il 1937 e il 1939) e a Roma (a partire dal 1939). Collaborò con l'enciclopedia dell'Arte Antica Classica e Orientale diretta da Ranuccio Bianchi Bandinelli. 

## Opere
- Museo Nazionale Romano. Le sculture greche del V secolo (1953)
- Catalogo delle sculture di Cirene (1959)
- Catalogo dei marmi antichi del palazzo Rondinini di Roma (in L. Salerno, Palazzo Rondinini, 1964)
- L'arte dell'antichità classica. I. Grecia (con R. Bianchi Bandinelli, 1976).